# Anti/Dogmatikss
Anti/Dogmatikss va ser un grup de hardcore punk de la Roca del Vallès format a finals de 1983. Durant la seva existència, va publicar dues maquetes. La primera va ser Rompan filas!!!, la més recordada, i va participar en diversos recopilatoris, alguns d'ells internacionals.
Se'l considera un dels grups fundacionals de l'escena hardcore catalana, al costat de bandes com GRB, Shit S.A., L'Odi Social i Subterranean Kids. Amb molts canvis de formació i interrupcions en la seva carrera, va estar en actiu fins als primers anys de la dècada del 1990. El seu llegat va ser recopilat en un CD pel segell discogràfic Tralla Records l'any 2000.

## Discografia
- Rompan filas!!! (1984)
- Nooooo (1988)
- Anti-dogmatikss (Lengua Armada, 1999)
- Anti/DogmatikSS (Tralla, 2000)
- Rompan filas + Unreleased recordings (BCore, 2013)